# Erythrolamprus reginae
Espèce
Synonymes
- Coluber reginae Linnaeus, 1758
- Liophis reginae (Linnaeus, 1758)
- Coluber graphicus Shaw, 1802
- Natrix semilineata Wagler, 1824
- Liophis reginae semilineatus (Wagler, 1824)
- Liophis reginae var. quadrilineata Jan, 1863
- Leimadophis reginae macrosoma Amaral, 1936
- Liophis reginae macrosoma (Amaral, 1936)
- Leimadophis reginae maculicauda Hoge, 1954
- Liophis oligolepis Boulenger, 1905
- Leimadophis zweifeli Roze, 1959
- Liophis reginae zweifeli (Roze, 1959)
- Liophis poecilogyrus intermedius Vanzolini, 1986

Erythrolamprus reginae  est une espèce de serpents de la famille des Dipsadidae.

## Répartition
Cette espèce se rencontre :
- en Guyane ;
- au Suriname ;
- au Guyana ;
- au Venezuela ;
- à la Trinité ;
- en Colombie ;
- en Équateur ;
- au Pérou ;
- en Bolivie ;
- au Brésil ;
- au Paraguay ;
- en Uruguay ;
- en Argentine dans les provinces de Salta, de Formosa, de Corrientes et de Misiones.

## Description
C'est un serpent ovipare.

## Liste des sous-espèces
Selon The Reptile Database (9 août 2013) :
- Erythrolamprus reginae macrosoma (Amaral, 1936)
- Erythrolamprus reginae reginae (Linnaeus, 1758)
- Erythrolamprus reginae semilineatus (Wagler, 1824)
- Erythrolamprus reginae zweifeli (Roze, 1959)

## Publications originales
- Amaral, 1936 "1935" : Collecto herpetologica no centro do Brasil. Memórias do Instituto Butantan, vol. 9, p. 235-246.
- Linnaeus, 1758 : Systema naturae per regna tria naturae, secundum classes, ordines, genera, species, cum characteribus, differentiis, synonymis, locis, ed. 10 (texte intégral).
- Wagler, 1824 : Serpentum Brasiliensium species novae, ou histoire naturelle des espèces nouvelles de serpens. in Jean de Spix, Animalia nova sive species novae, p. 1-75 (texte intégral).
- Roze, 1959 : Taxonomic notes on a collection of Venezuelan reptiles in the American Museum of Natural History. American Museum novitates, no 1934, p. 1-14 (texte intégral).